# Bezirk Tukums (2009–2021)
Der Bezirk Tukums (Tukuma novads) war ein Bezirk im Westen Lettlands in der historischen Landschaft Kurzeme, der von 2009 bis 2021 existierte. Bei der Verwaltungsreform 2021 wurde der Bezirk in einen neuen, größeren Bezirk Tukums überführt.

## Geographie
Der Bezirk Tukums lag westlich der Bucht von Riga, hatte aber keinen direkten Anschluss an die Küste. Am östlichen Ende grenzte der Bezirk an den Ķemeri-Nationalpark.

## Bevölkerung
Der Bezirk bestand aus den elf Gemeinden (pagasts):
- Degole (dt.: Degahlen),
- Džūkste (dt.: Siuxt),
- Irlava (dt.: Irmlau),
- Jaunsāti (dt.: Neu Sathen),
- Lestene (dt.: Lesten),
- Pūre (dt.: Puhren),
- Sēme (dt.: Sehmen),
- Slampe (dt.: Schlampen),
- Tume (dt.: Tummen),
- Zentene (dt.: Senten)

und dem Verwaltungszentrum Tukums. 33.396 Einwohner lebten 2010 im Bezirk Tukums.

## Historische Herrenhäuser und Kirchen

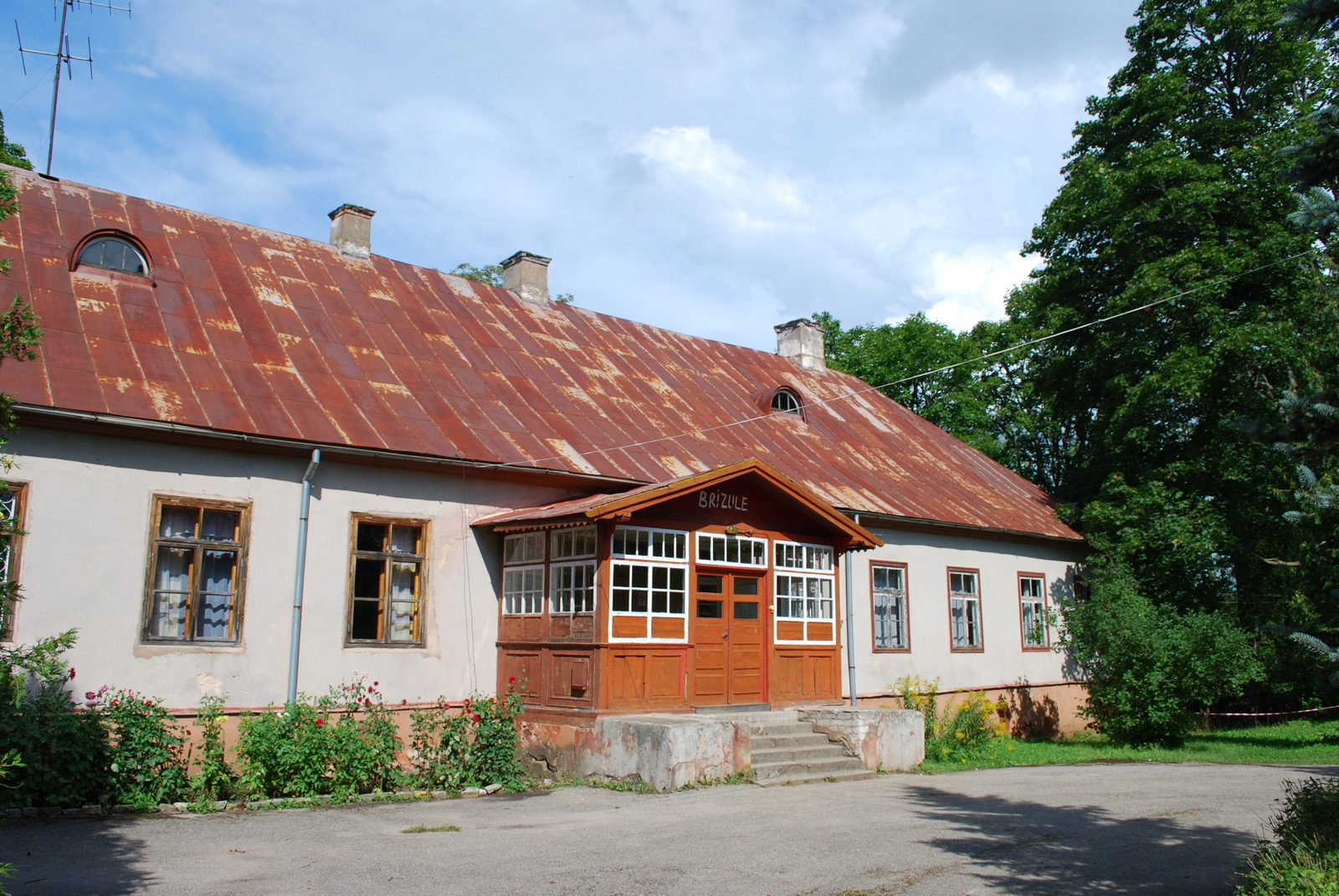
Brizule (Gemeinde Sēme): Herrenhaus Bresilgen der Familie Lambsdorff
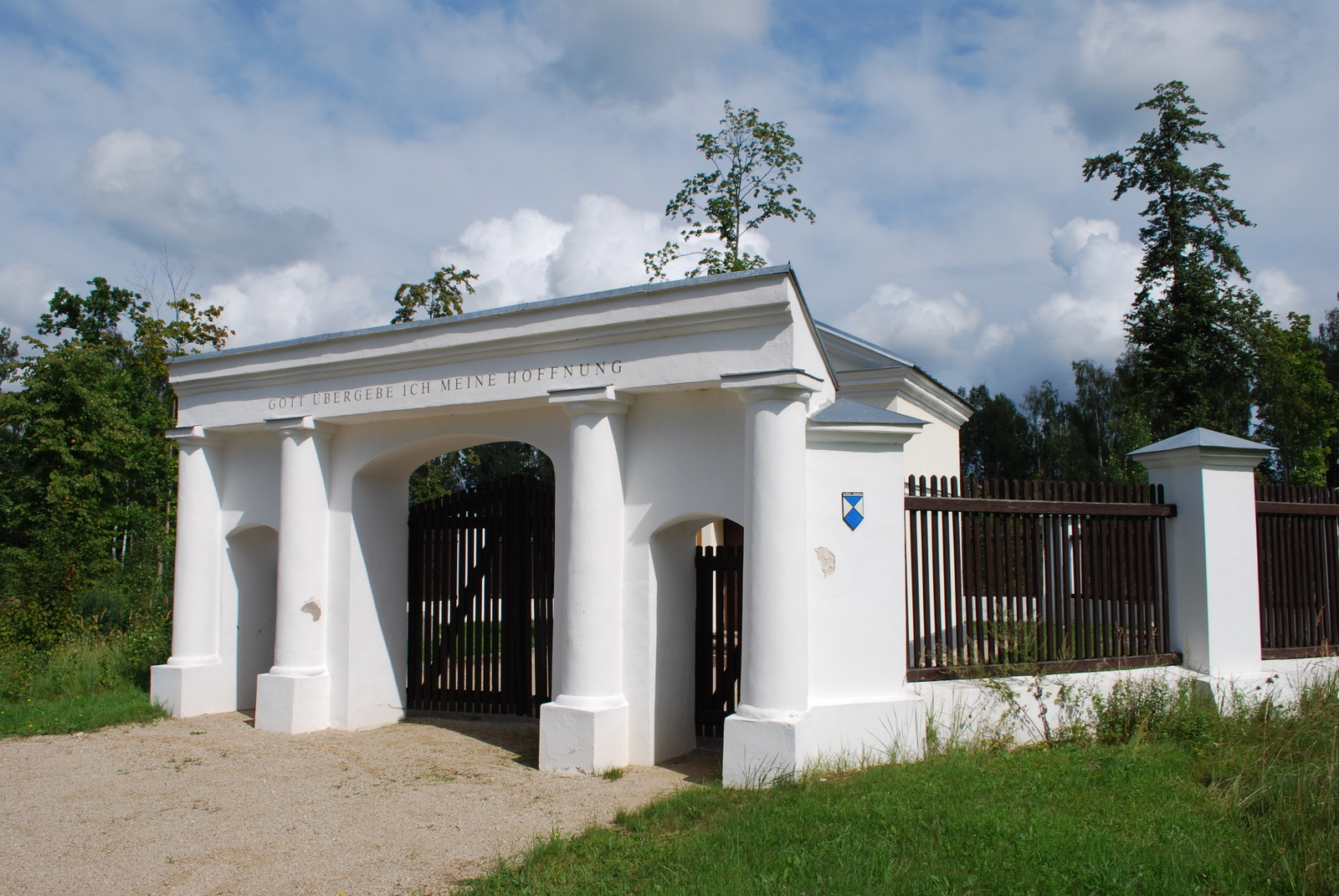
Brizule (Gemeinde Sēme): Familienfriedhof und Kapelle der Familie Lambsdorff
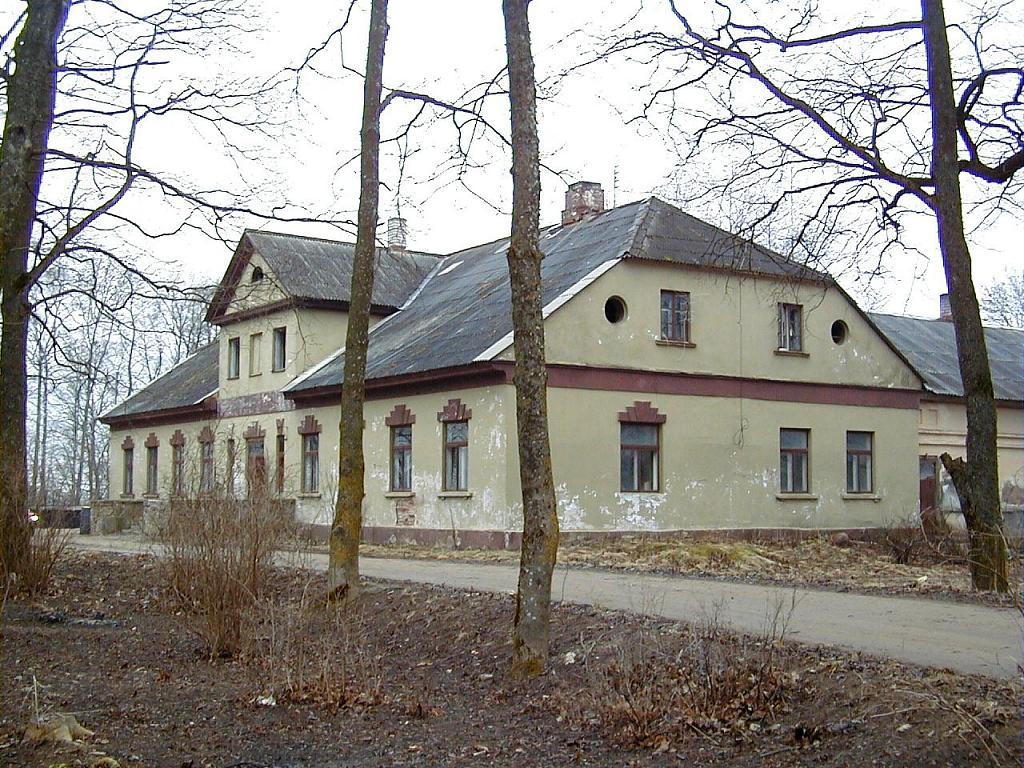
Degole: Herrenhaus Degahlen
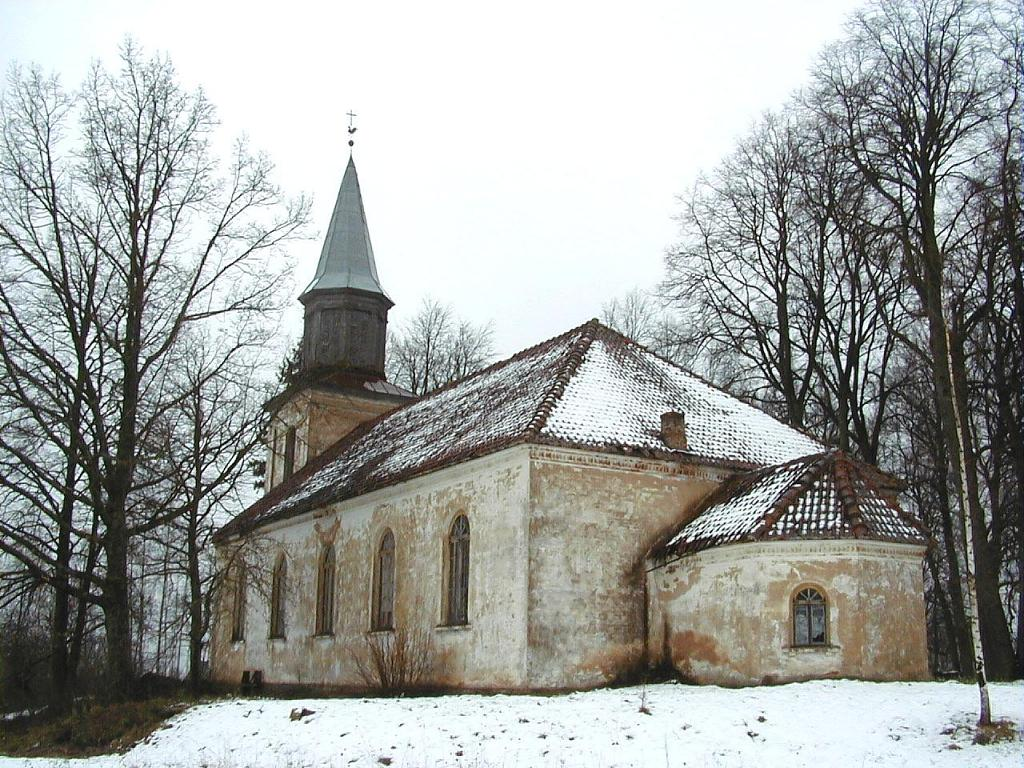
Dzirciems: (Gemeinde Zentene) Lutherische Kirche
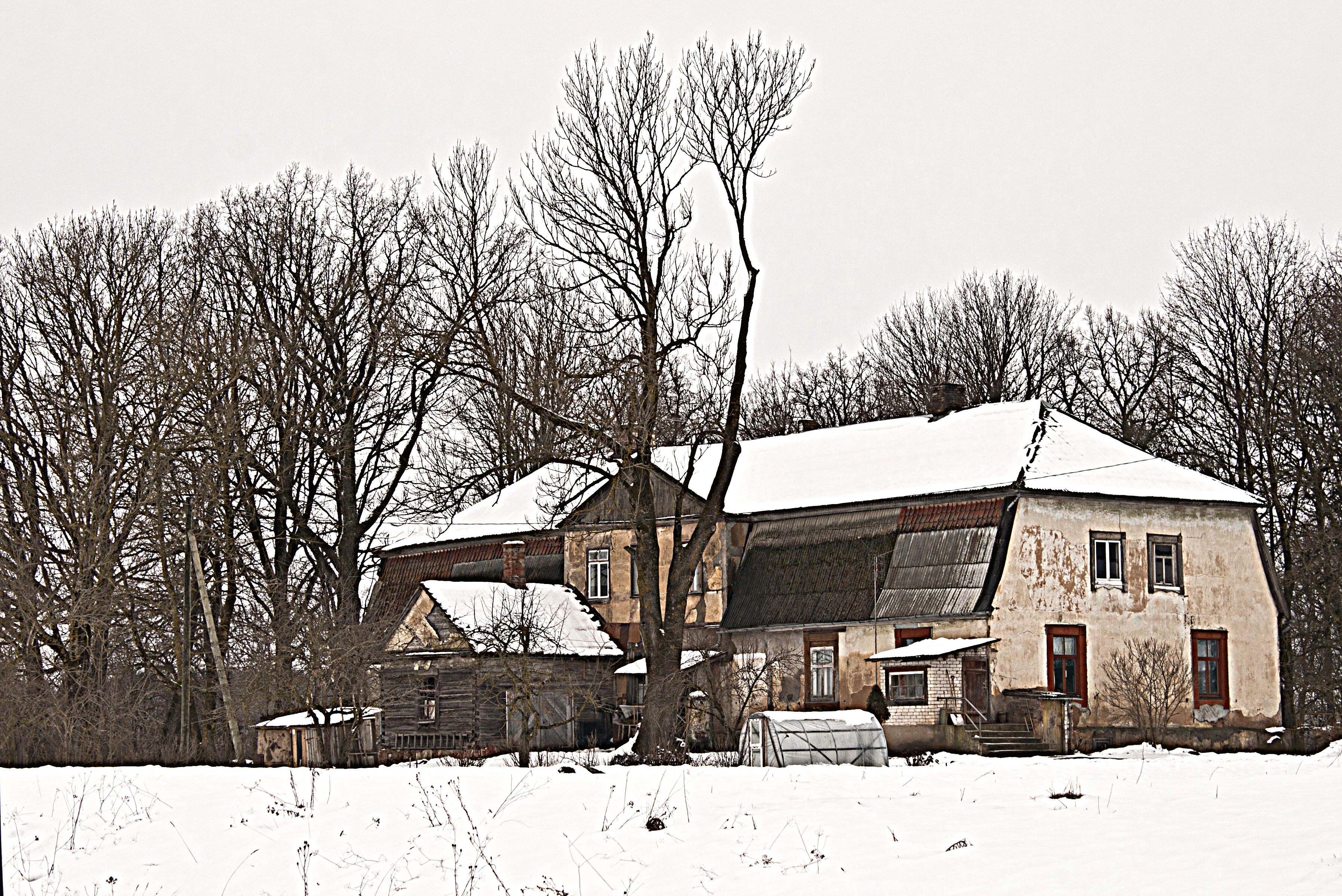
Jaunsāti: Herrenhaus Neu-Sathen
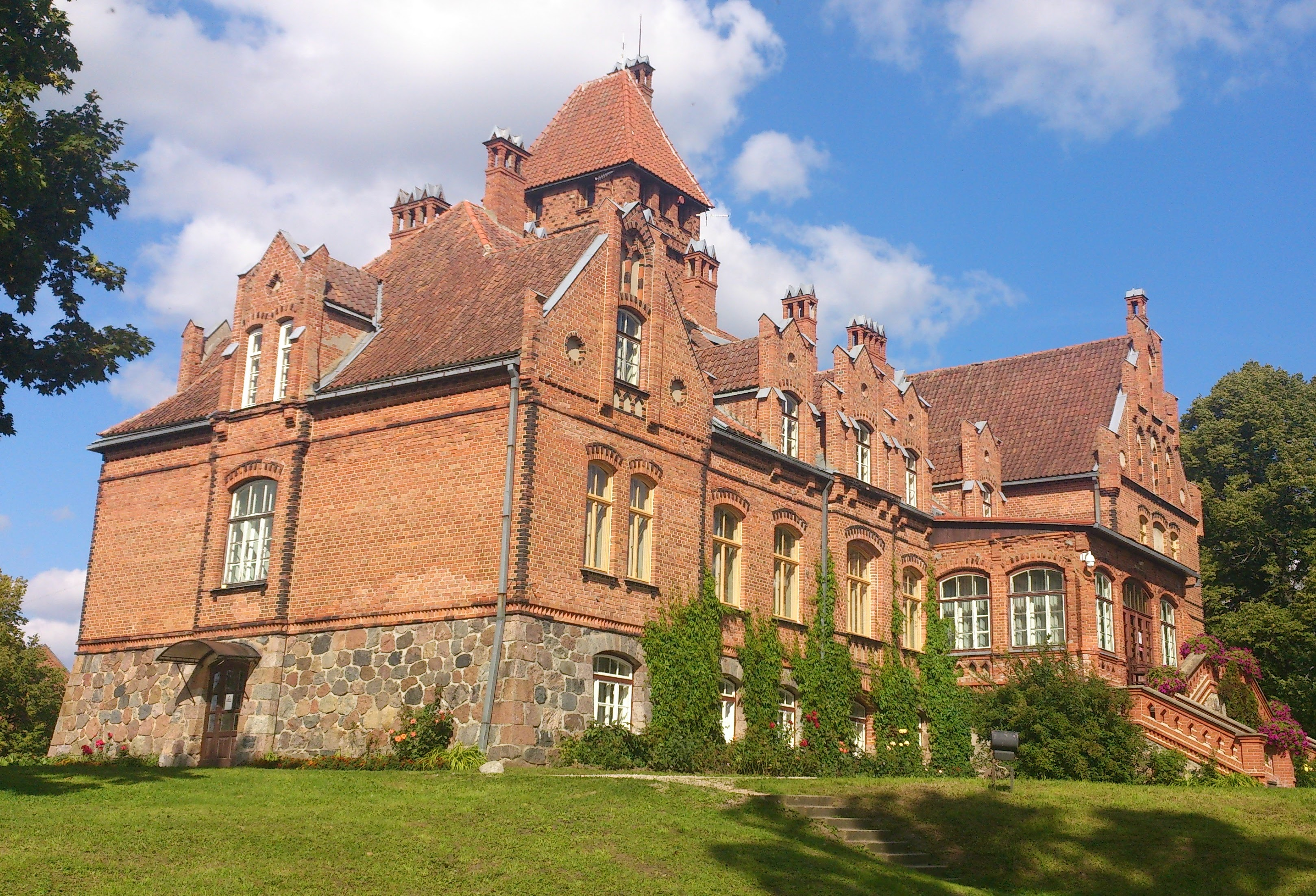
Jaunmoku pils (Gemeinde Tume): Schloss Neu-Mocken
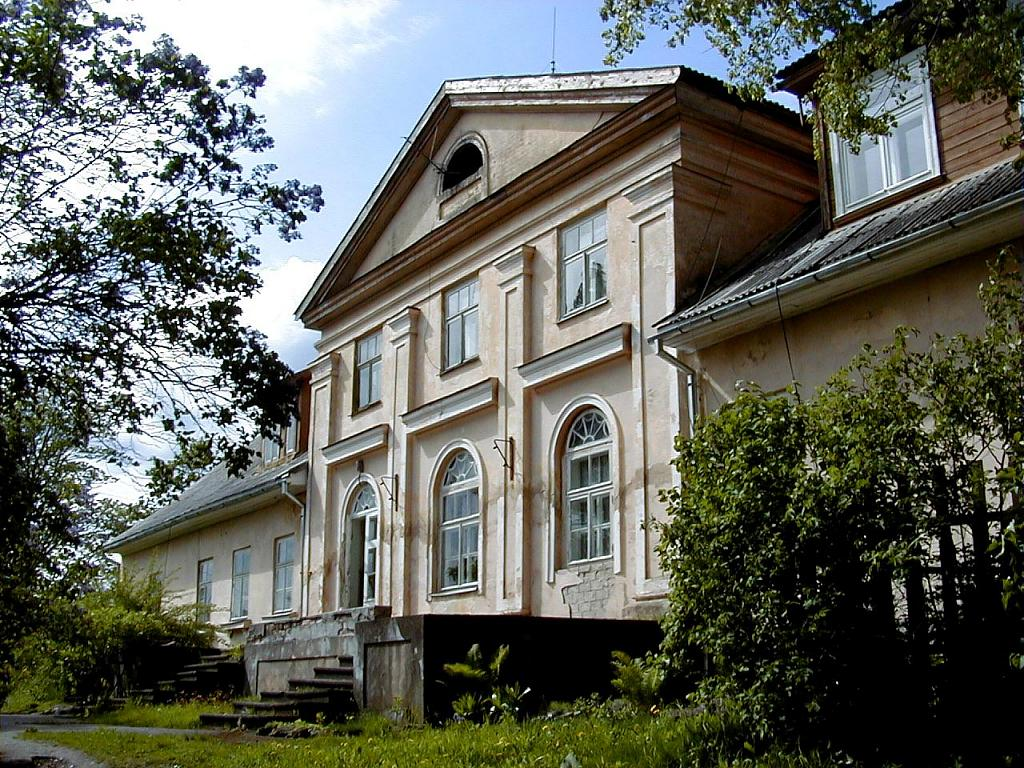
Kaive (Gemeinde Sēme): Herrenhaus Kaiwen
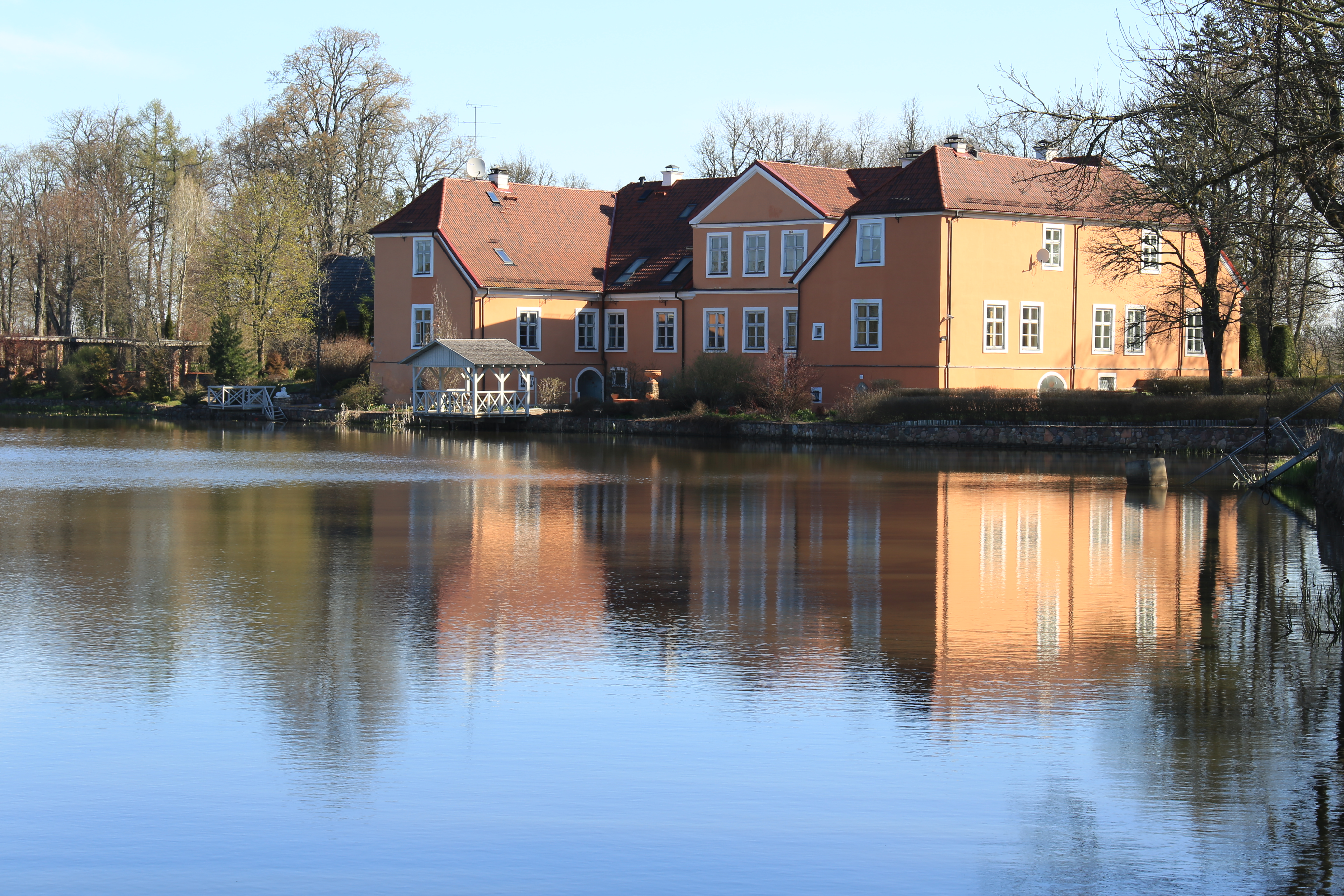
Kukšas (Gemeinde Jaunsāti): Herrenhaus Kukschen
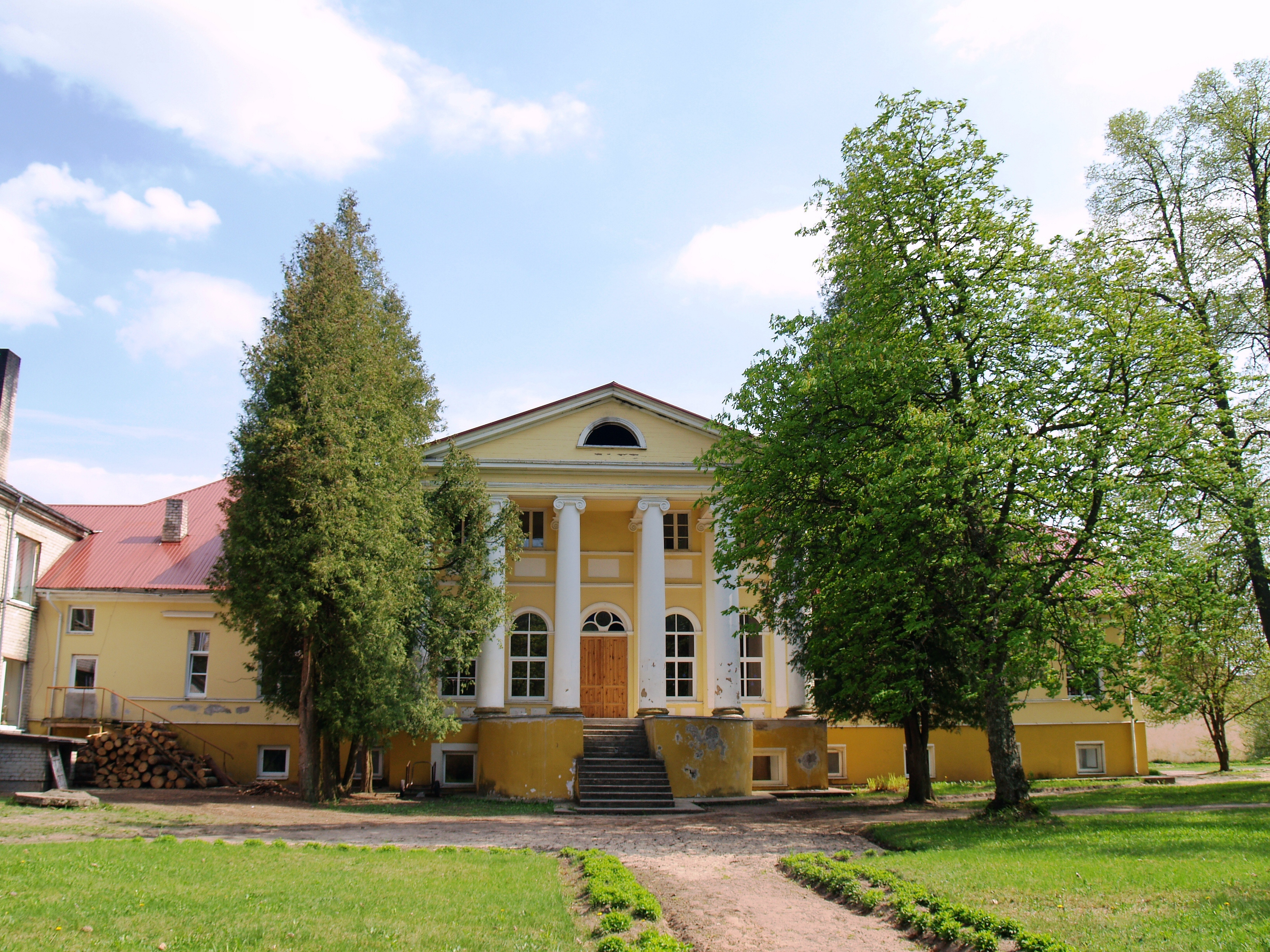
Lamiņi (Gemeinde Pūre): Herrenhaus Lievenhof
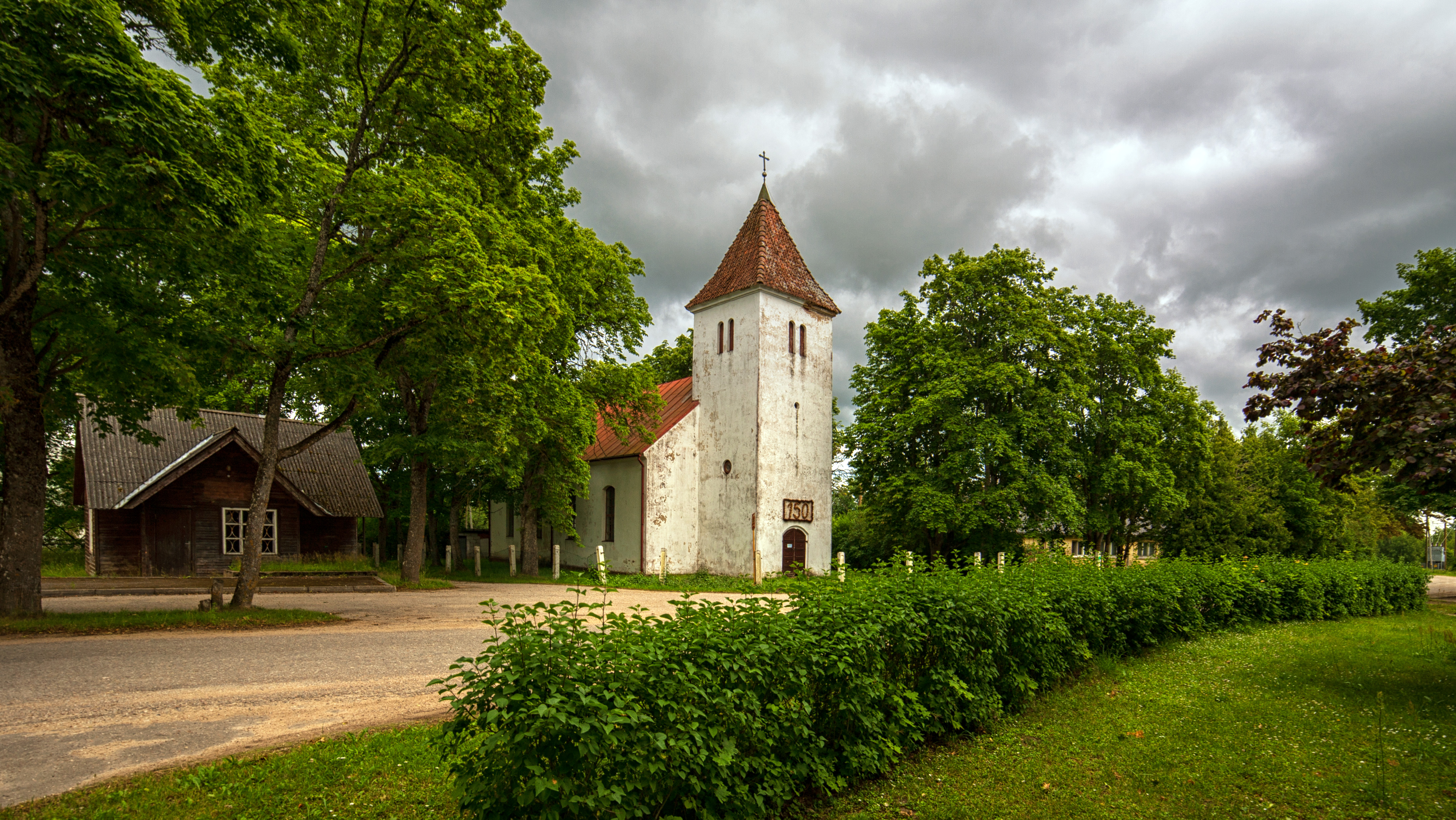
Lamiņi (Gemeinde Pūre): Katholische St.-Georgs-Kirche
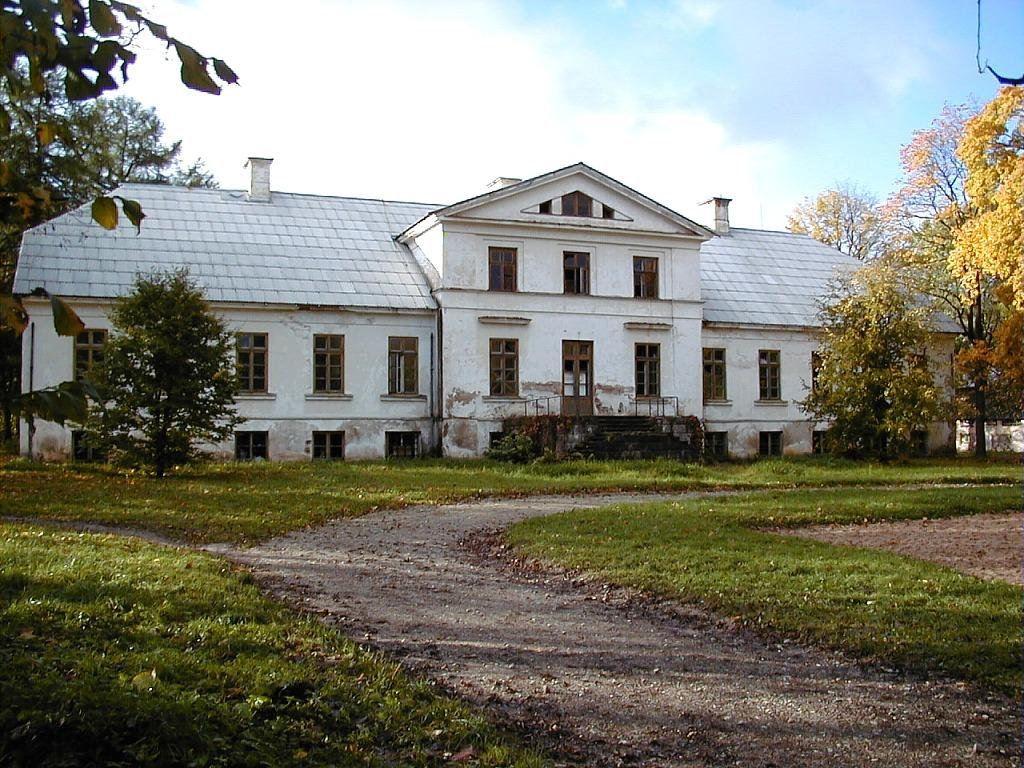
Lestene: Herrenhaus Lesten
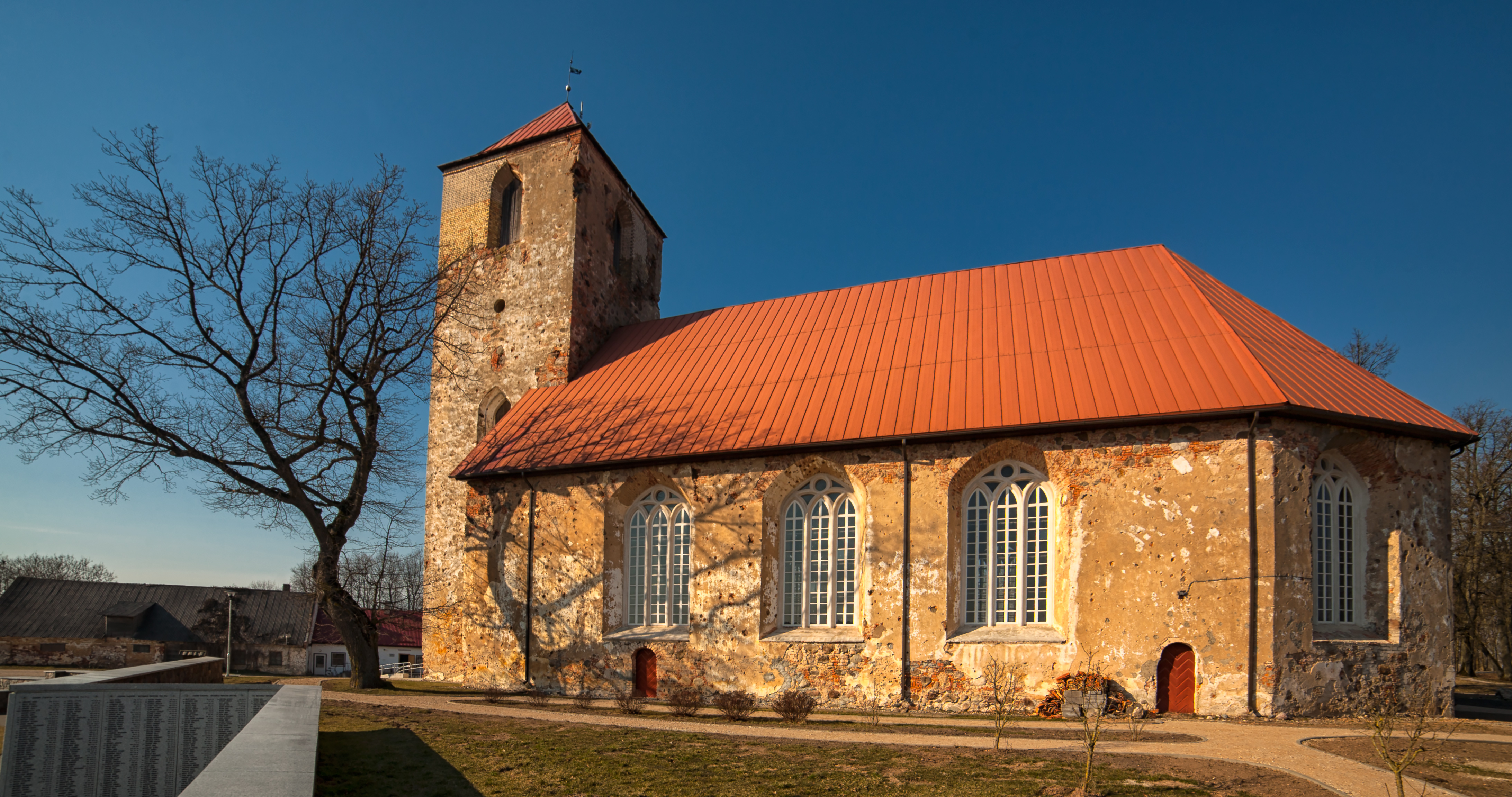
Lestene: Lutherische Kirche
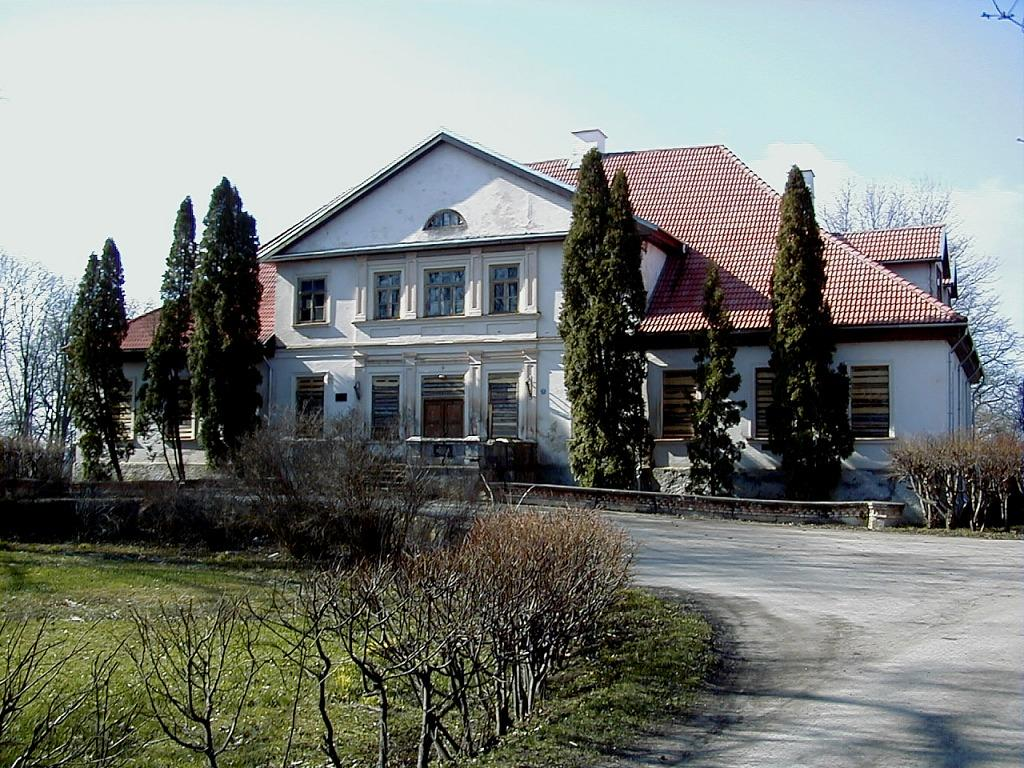
Pūre: Herrenhaus Puhren
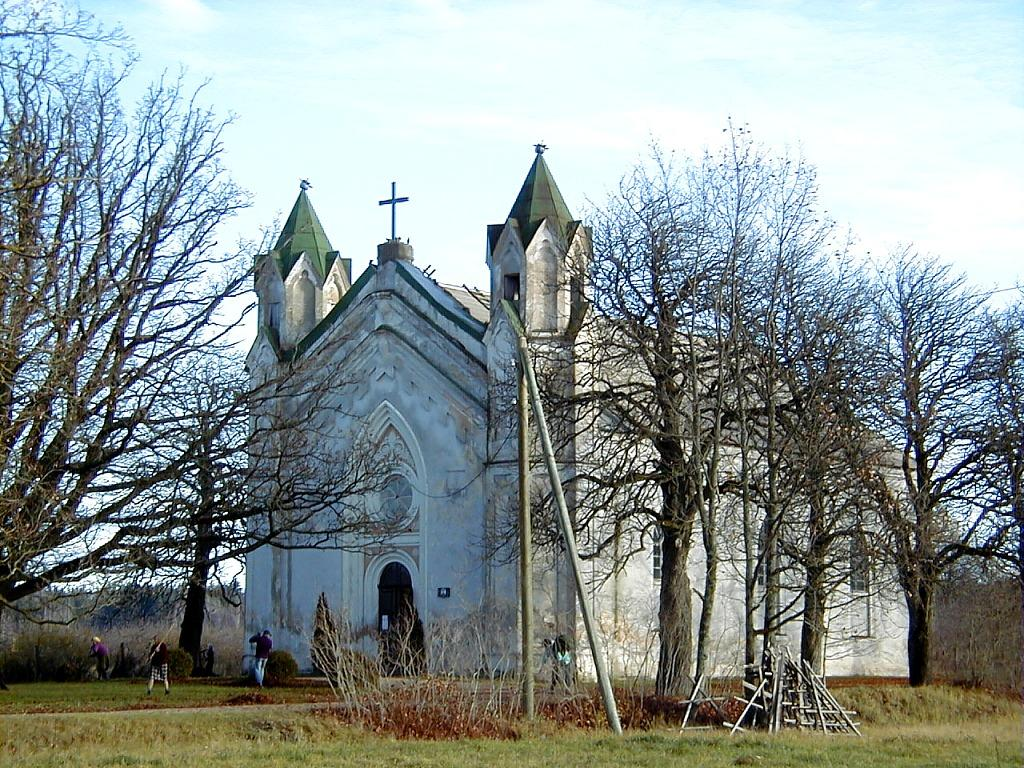
Pūre: Lutherische Kirche
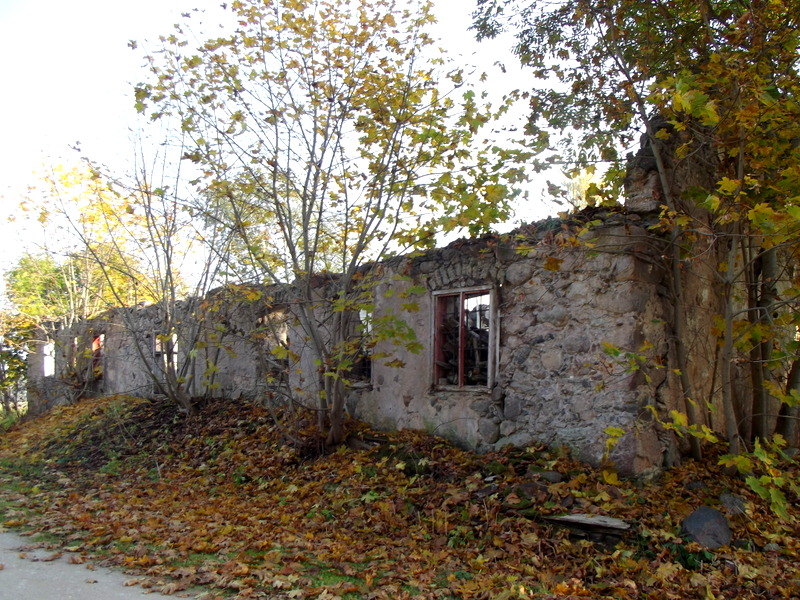
Putnēnmuiža (Gemeinde Pūre): Ruine des Herrenhauses Putnen
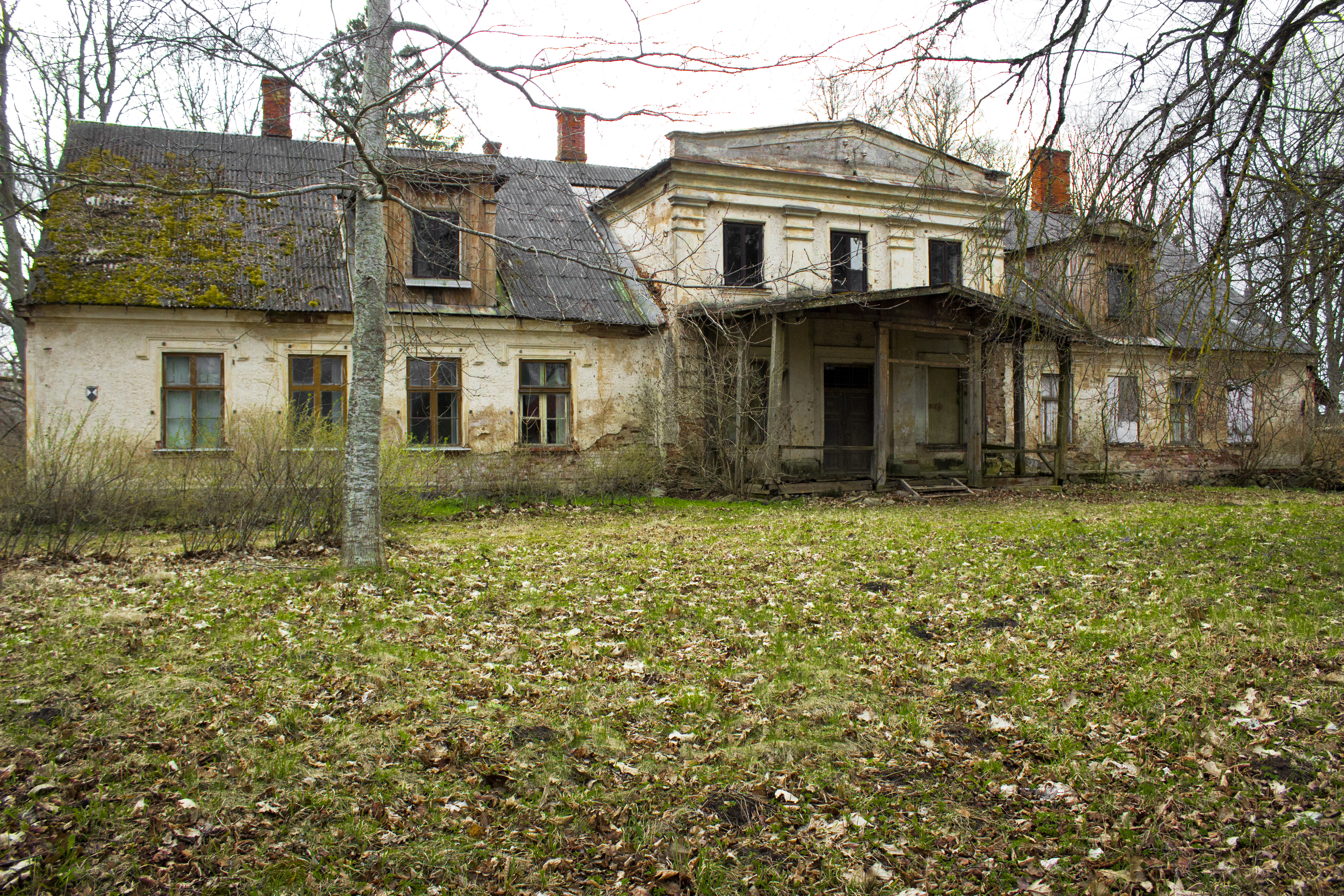
Rauda (Gemeinde Sēme): Herrenhaus Rauden
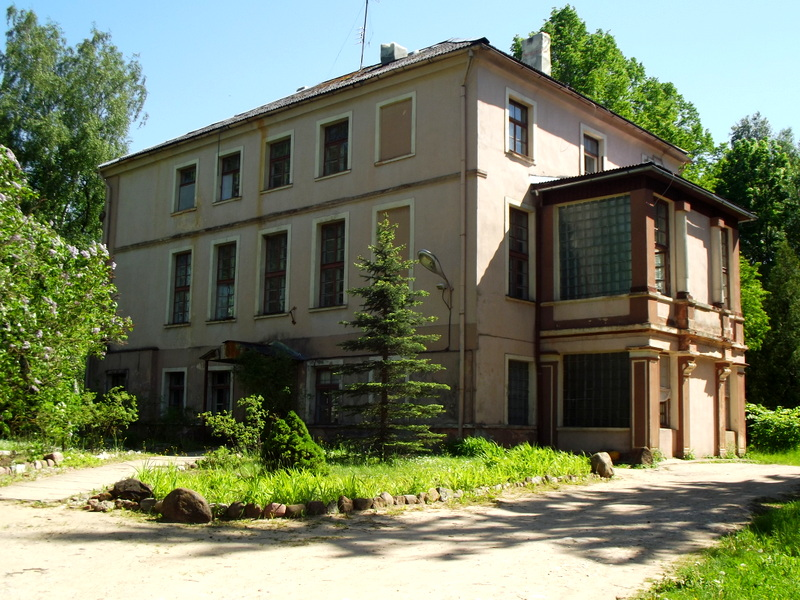
Rindzele (Gemeinde Zentene): Herrenhaus auf Rindseln der Adelsfamilie Brüggen
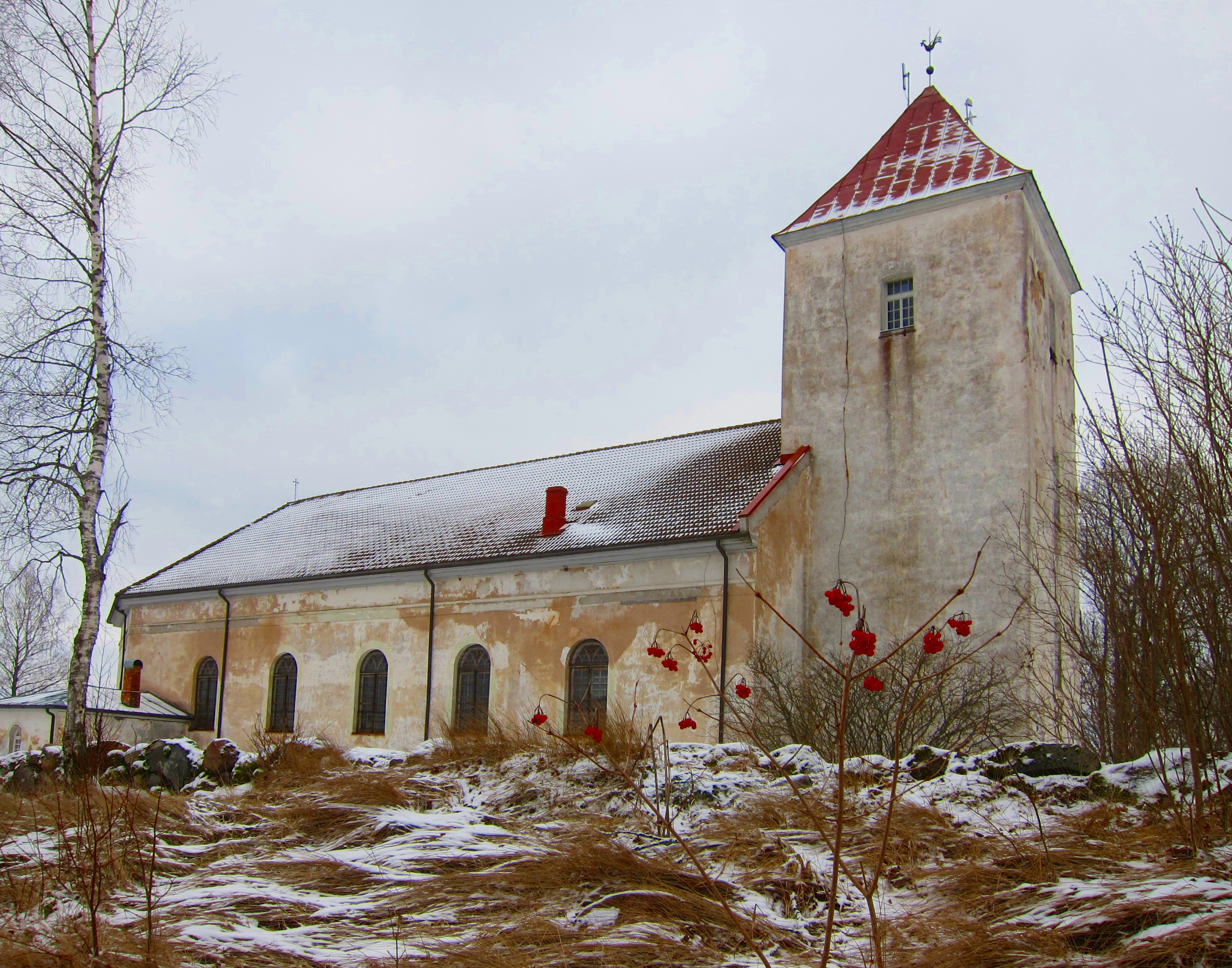
Sāti (Gemeinde Irlava): Lutherische Kirche
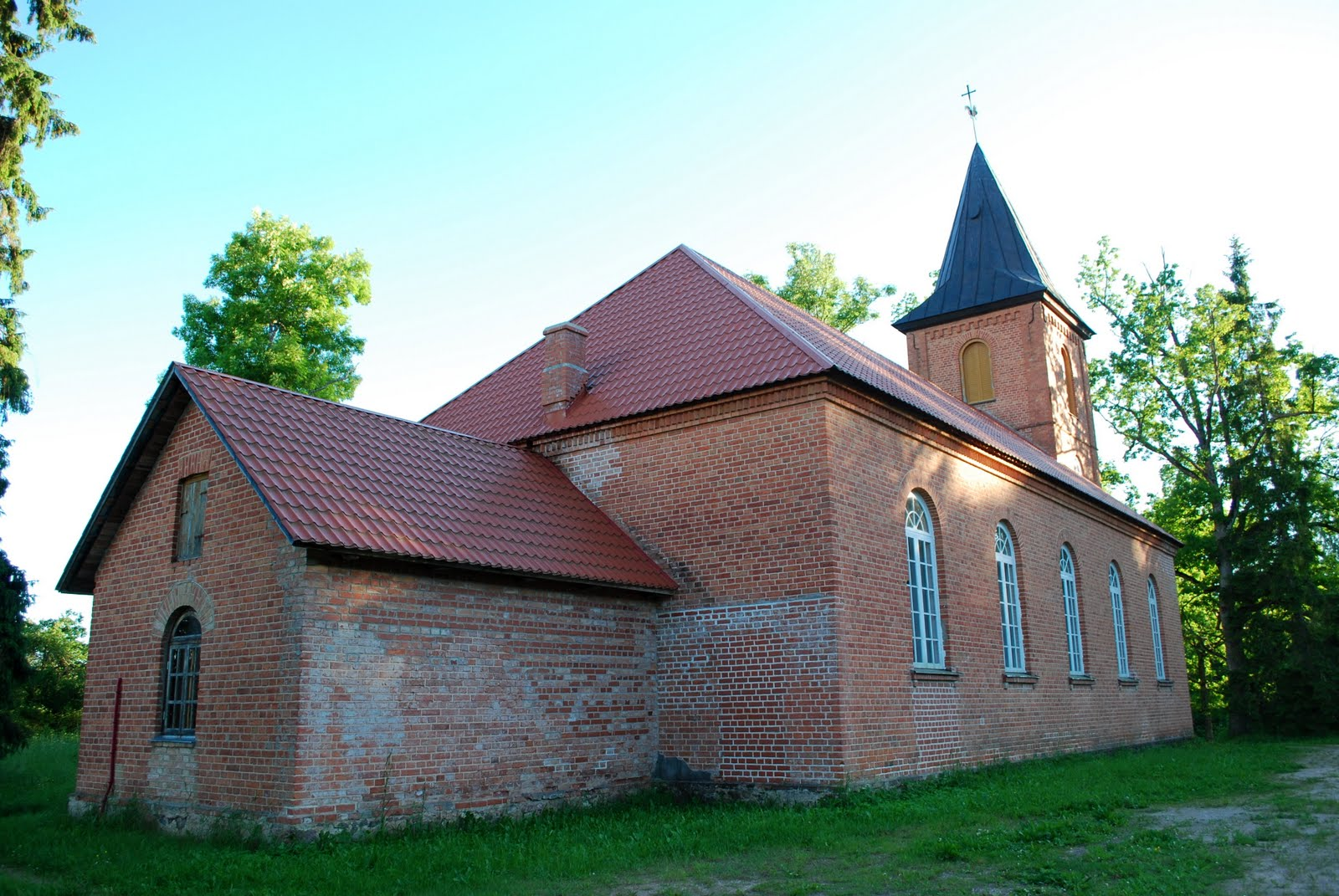
Sēme: Lutherische Kirche
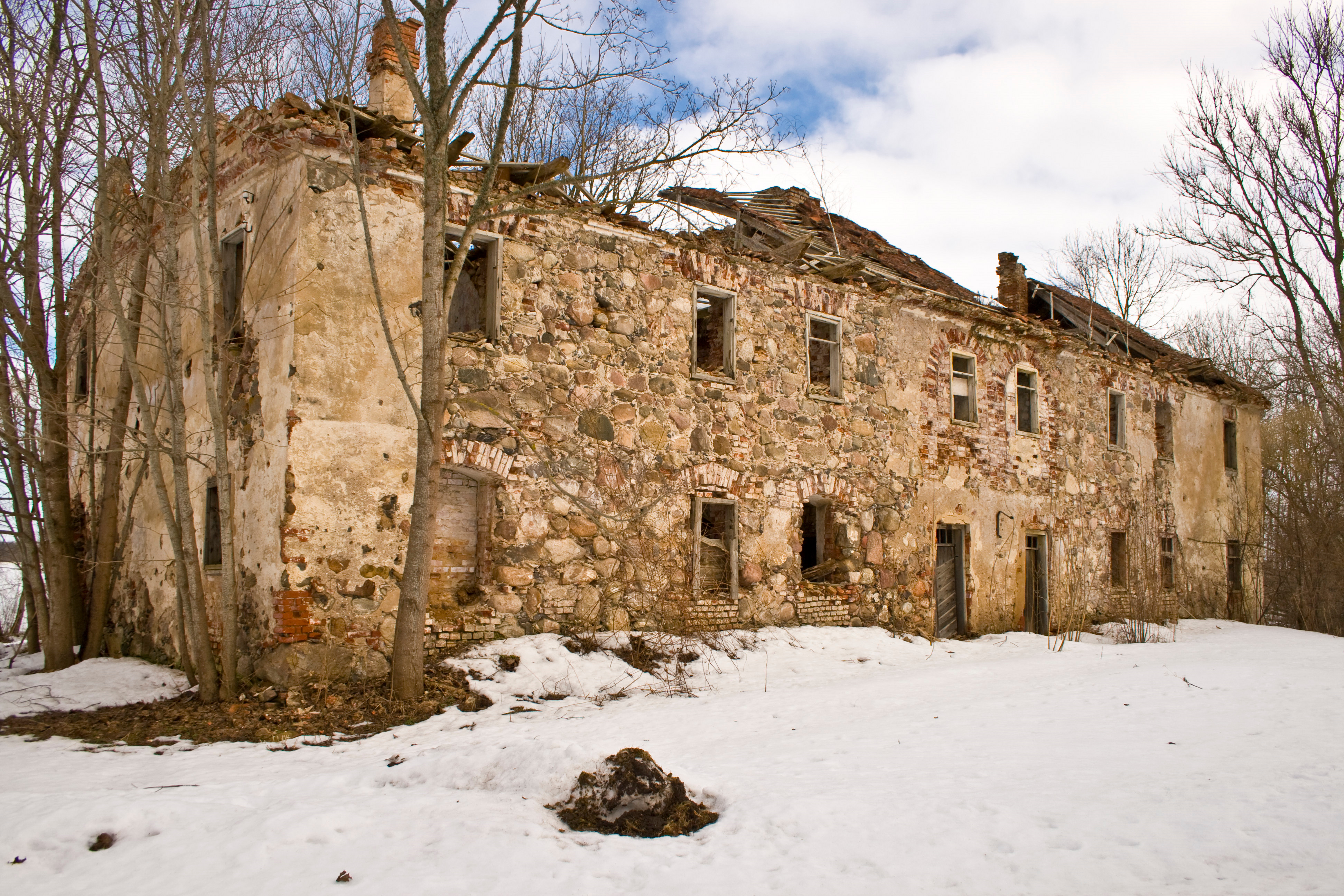
Spirgus (Gemeinde Slampe): Ruine des Herrenhauses Spirgen
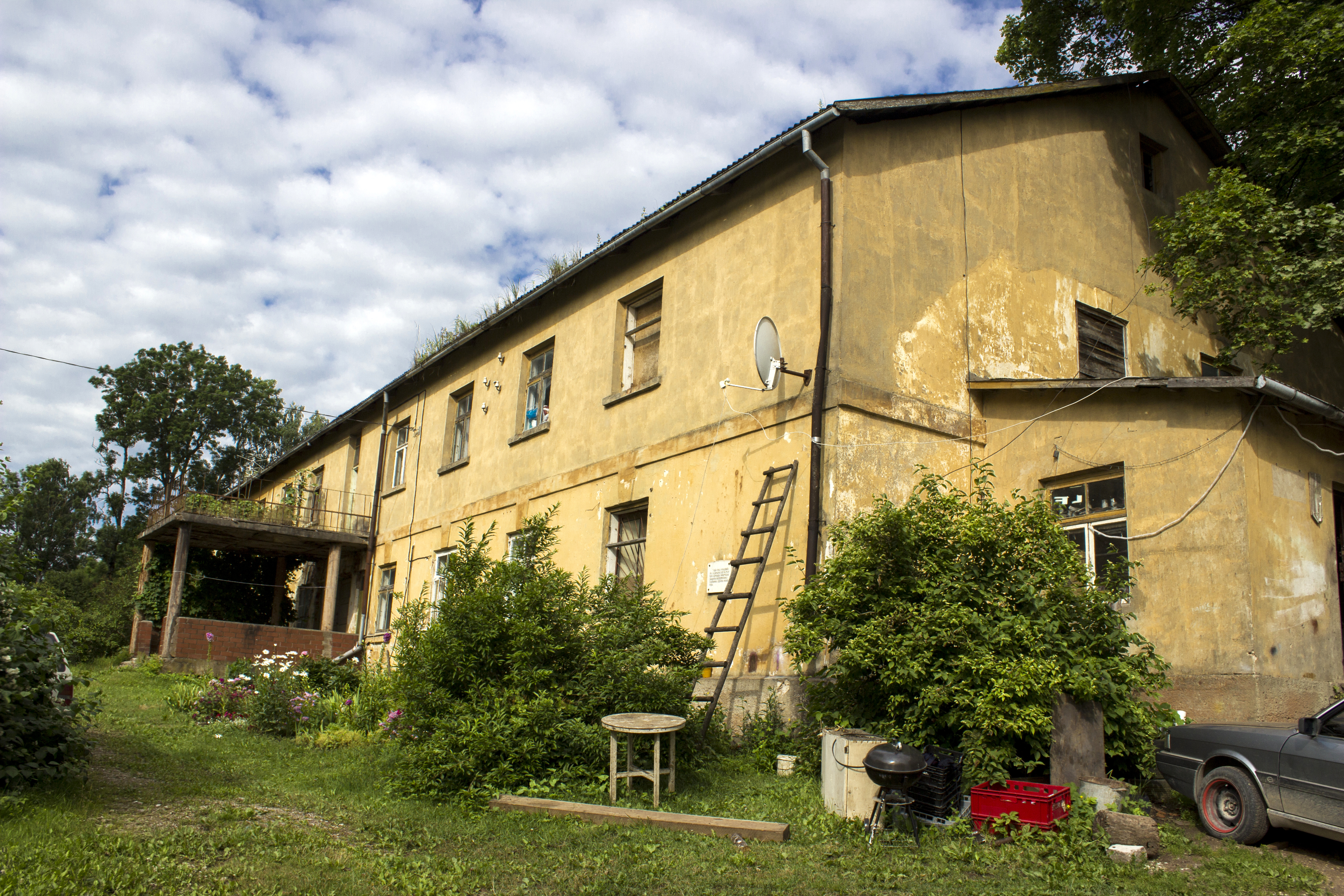
Snapji (Gemeinde Irlava): Herrenhaus Friedrichsberg
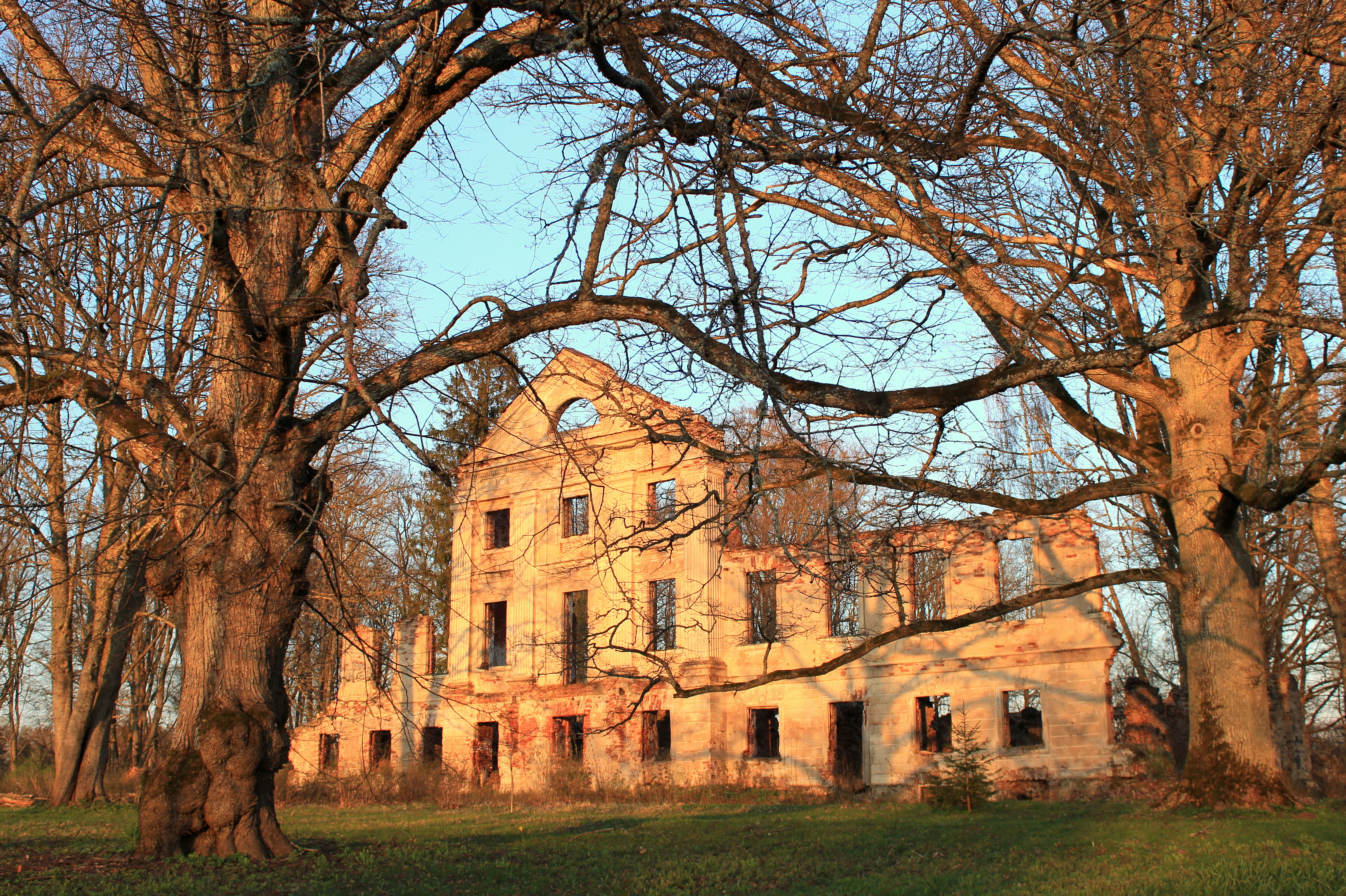
Vecmokas (Gemeinde Tume): Ruine des Herrenhauses Alt-Mocken
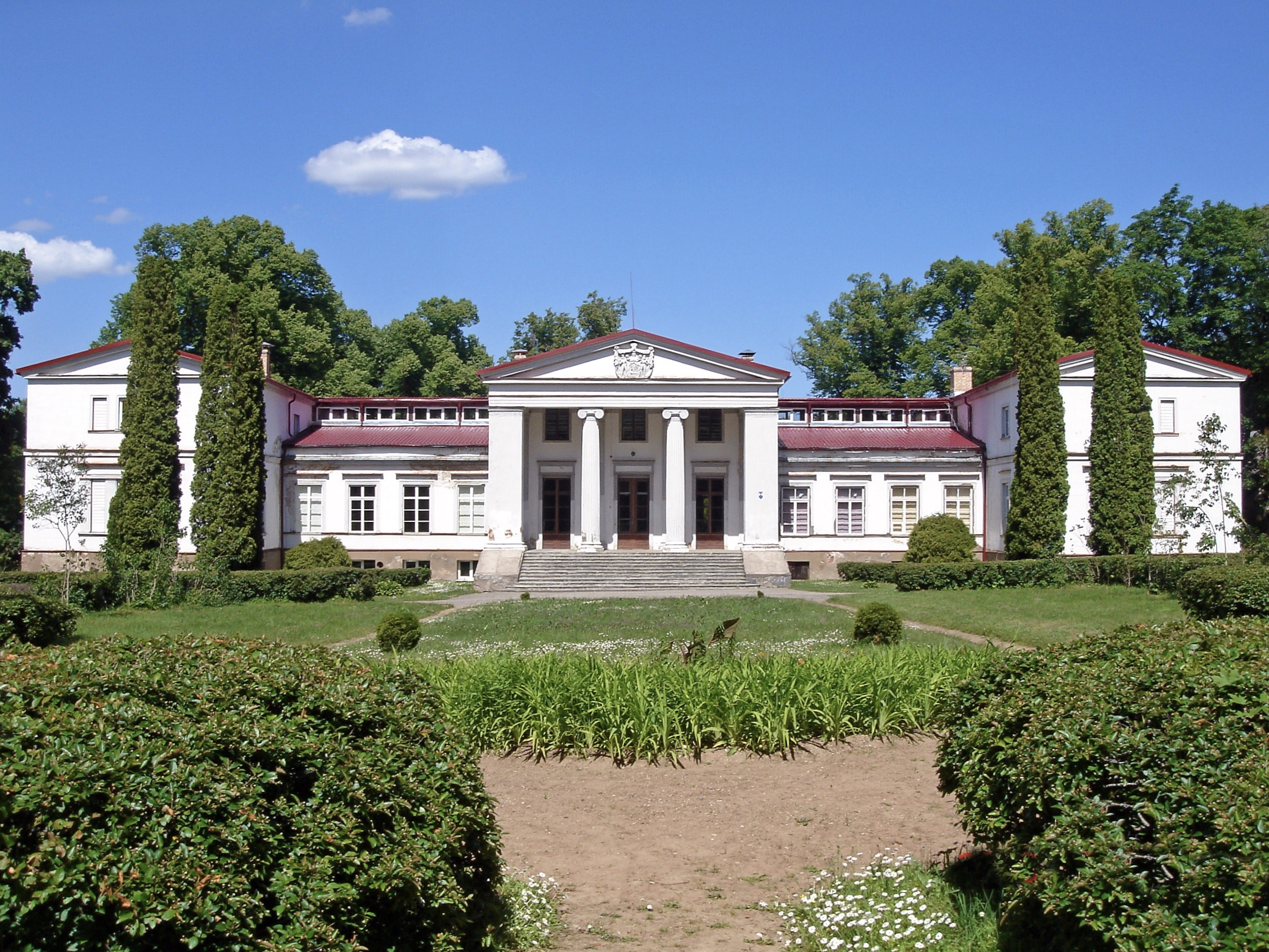
Zentene: Herrenhaus Senten, erbaut von 1845 bis 1850

## Nachweise
1. ↑  Vides aizsardzības un reģionālās attīstības ministrija (Ministerium für Naturschutz und Regionalentwicklung), Karten und Auflistung der Verwaltungseinheiten, abgerufen am 17. Juli 2021